# Ekron, Kentucky
Ekron, Kentucky (енгл. Ekron) град је у америчкој савезној држави Кентаки.

## Демографија
По попису из 2010. године број становника је 135, што је 35 (-20,6%) становника мање него 2000. године.
| Група             | 2000.       | 2010.       |
| Белци             | 150 (88,2%) | 117 (86,7%) |
| Афроамериканци    | 3 (1,8%)    | 2 (1,5%)    |
| Азијати           | 3 (1,8%)    | 2 (1,5%)    |
| Хиспаноамериканци | 5 (2,9%)    | 1 (0,7%)    |
| Укупно            | 170         | 135         |